# Långtjärnen (Jörns socken, Västerbotten, 724157-171333)
Långtjärnen är en sjö i Skellefteå kommun i Västerbotten och ingår i Byskeälvens huvudavrinningsområde.